# Римско право
Израз римско право се односи на римски правни систем који је постојао од оснивања римске државе, па до пропасти Византије, која представља природни продужетак римске државе и права.

## Историјат
Целокупно римско право се, формално, заснивало на Закону дванаест таблица. Закон дванаест таблица је био прилично примитиван зборник. Ипак, садржао је велики број прописа који су били основа читавог римског правног система. Овај закон никад није био мењан, допуњаван, нити су му неки прописи били брисани, него је он формалноправно важио кроз целокупну римску историју. Ово, наравно, не значи да је закон био савршен. Далеко од тога, али су предузимљиви Римљани једноставно прелазили преко неких застарелих прописа или су их тумачењем прилагођавали измењеној стварности. Пошто су били велике традиционалности, никад нису смогли храбрости да га укину или промене. Сматрали су га божанским законом, учили га напамет у школама и сматрали га основним извором целокупног права.
Током већег дела своје историје Римљани су ретко доносили законе којима би уређивали област грађанског права. Зато су морали да створе механизам који би им омогућавао да своје право усклађују са новонасталим друштвеним потребама. Решење је пронађено у претору. Претори су били високи државни руководиоци, који су имали велика овлашћења за уређивање права. Они нису били судије, али су давали дозволу грађанима да иду на суд, као што су и саветовали судије (иначе обичним грађанима) како да пресуде поводом неког питања. Нису били законодавци, али су својим тумачењем закона умели да потпуно преокрену значење неког прописа. Било је уобичајено да сваки претор, приликом ступања на дужност, изда проглас о томе како ће одлучивати у појединим случајевима који дођу пред њега (јер је недостатак закона остављао велике празнине). У почетку су те одлуке биле усмене и називале су се едикти, а касније су биле исписиване на дрвеним плочицама и истицане на римском градском тргу Форуму. Ове плочице носиле су назив албум (лат. албус - бео). Временом су се ове одлуке толико намножиле да су створиле сложени систем приватног права који је потиснуо систем који се заснивао на Закону дванаест таблица.
Поред Закона дванаест таблица и преторског права, значајан извор права у Риму била су и мишљења угледних правника, одлуке сената и царске одлуке из каснијег доба римске државе.

## Развој
Развој римског права се дели на 4 доба која се поклапају са добима развоја државе:
1. Старо цивилно право (ius civile antiquum) - од оснивања Рима (753. године п. н. е) до стварања Републике (509. године п. н. е), период краљева;
2. Цивилно право (ius civile) - од 509. п. н. е. до стварања Принципата 27. године п. н. е, период Републике;
3. Класично право - од 27. п. н. е. до стварања Домината 284. године, период Принципата;
4. Посткласично право - од 284. године до смрти Јустинијана 565. године (последњег римског и првог византијског цара), период Домината.

Свој врхунац у развоју и потпуну кодификацију римско право достиже на крају последњег доба, за време цара Јустинијана. Обављање овог огромног задатка (кодификовања целокупног римског права) Јустинијан је поверио комисији са правником Трибонијаном на челу. Комисија је у веома кратком року прегледала и средила хиљадугодишње римско право, почев од Закона дванаест таблица из 450. п. н. е. све до Јустинијана I. Кодификовано је право садржано у царским одлукама (leges) и право настало из званичних мишљења познатих правника (ius). Јустинијанов зборник се састојао од три дела, а касније је добио и четврти:
1. Јустинијанов Кодекс (Збирка царских одлука од Хадријана до Јустинијана I) из 529. и допуњен 534. године;
2. Дигеста (Збирка мишљења римских правника) из 533. године;
3. Институције (Изводи из Дигеста и уџбеник за младе правнике, рађен по угледу на Гајеве Институције) из 533. године;
4. Новеле (Збирка царских одлука објављених за време Јустинијана I) од 535. до 565. године.

## Варварски зборници Римског права
Током периода Домината варварски народи насељавају територију империје и то: Илири, Трачани, Готи и Франци. Они су примљени у римску војску да би замениле легије у Италији и Галији и ту се организују у посебне административне јединице. Понекад долазе и читави народи као што су: Бургунди, Визиготи и Остроготи. Због тога су Римљани принуђени да им дају статус савезника (federati). Принуђени су и да им признају право да унутрашње обичаје регулишу по сопственом обичајном праву. Варвари живе по једном а староседеоци по другом праву.
Културни и цивилизацијски ниво је био сувише низак да би прихватили Римско право, а ниво Римљана сувише висок да би им одговарали варварски обичаји. Само у односима међу припадницима различитих племена, те односа Римљана и варвара, примењује се римско, и то вулгаризовано право.
Након пропасти Западног римског царства право се често примењивало по персоналном принципу. У новим краљевствима био је дубок јаз између староседелаца и варвара и он није могао бити превазиђен. Варварски зборници римског права настају крајем V. века и почетком VI. века, на некадашњем западном делу империје. С њима почиње друга историја римског права у Западној Европи.

## Римско право након пада Византије под Османску власт
Пропаст Византијског (Ромејског) царства и вишевековна Османска власт нису довели до потпуног заборава грчко-римског права на територији некадашњег Источног римског царства.
Очувању римских правних института и римског правничког резоновања на различитим деловима те територије доносили су разни чиниоци, али је у томе најзначајнија била Православна црква. Уз право, које су стварали цареви и световна лица, конститутивни део византијског правног поретка чинило је и Канонско право Источне цркве.

## Обнова
Римско право се у Византији примењивало још око 900 година, све до њене пропасти 1453. године. Ипак треба напоменути да се ово право временом мењало и прилагођавало новонасталом феудалном друштвеном систему. Тако је настало византијско право, изграђено на темељима римског права. У ово доба је настао велики број правних зборника, од којих су најпознатији: Еклога (740. година), Прохирон (око 869. године), Василике (крајем 9. века), Хексабиблос (судски приручник из 1345. године) и велики број грађанско-црквених зборника (номоканона). На основама римско-византијског права развило се и српско средњовековно право, чији су најважнији зборници Законоправило светог Саве (из 1219. године) и Душанов законик (из 1349. и допуњен 1354. године).
У западној Европи је нестало интересовање за римско право убрзо после Јустинијанове смрти. Германски народи су преотели Византинцима територије на западу, које је заузео Јустинијан, и увели су своје обичајно право. Наредних 500 година право у западној Европи знатно заостаје од византијског права у источној Европи. Ипак, развој трговине и занатства на западу, нарочито у градовима северне Италије, доводи до занимања за римско право, које је имало прописе за уређивање нових друштвених односа. Проучавање римског права у западној Европи је почело у 11. веку на правном факултету у Болоњи, тако што је изучаван рукопис Дигеста који је пронађен у Пизи. Средњовековни правници су проучавали и тумачили Јустинијанов зборник, а своја тумачења су бележили у самом зборнику. Оваква белешка се зове глоса. Белешка се записивала између редова (glossa interlinearis) или на маргини (glossa marginalis). Због оваквог рада на тумачењу Јустинијановог зборника ови правници су названи глосатори. Глосатор Дионисије Годофредус је 1583. године за Јустинијанов зборник први употребио назив Corpus Iuris Civilis (Зборник грађанског права) и тај назив се користи до данас. Рад глосатора има велики значај. На основу њихових тумачења су настали први савремени грађански законици: Француски 1804, Аустријски 1811. и Српски 1844.
Већина садашњих правних система у Европи и свету је изграђено на основама римског права кодификованог у Јустинијановом зборнику. Целокупна правна терминологија је превод латинских оригинала. На свим правним факултетима у свету на уводној години се учи римско право, чак и у државама које немају правне системе засноване на римском праву. Ово говори о његовој великој вредности.